# Бетмен: Початок
«Бетмен: Початок» (англ. Batman Begins) — перша частина серії фільмів про Бетмена Крістофера Нолана, яка вийшла у 2005 році та зібрала більше, ніж три останні серії з циклу фільмів про Бетмена. На 1 березня 2024 року фільм займав 131-шу позицію у списку 250 кращих фільмів за версією IMDb.
У 2008 році зняли продовження фільму, яке має назву «Темний лицар».

## Сюжет
У фільмі розповідається про дитинство Брюса Вейна та становлення Бетмена як Темного лицаря міста Ґотема.
Граючись з дівчинкою Рейчел, восьмирічний Брюс, син батьків-мільярдерів, падає в глибокий колодязь. Там на нього налетіла велика зграя кажанів. Цей випадок поселив у хлопчика фобію до кажанів. Через декілька днів після цієї пригоди, батько Брюса відвідує театр разом із жінкою та сином. У театрі хлопчику стало зле та батьки вирішують піти додому. На виході з театру на сім'ю нападає злочинець Джо Чіл, який застрелює на очах у хлопця матір і батька. Скоро злочинця арештовують, але втрата батьків стає вирішальною у подальшій долі Брюса.
Минають роки, Брюс Вейн став дорослим. Вбивцю його батьків було відпущено в обмін на інформацію проти шефа Ґотемівської мафії, Фальконе. Вейн замислює його застрелити, але його випереджає кілер від Фальконе. Спершу Вейн навіть вирішує віддячити гангстеру, але поговоривши з Рейчел, він розуміє, що хоча батьків убив не Фальконе, проте саме такі люди винуватці багатьох смертей, напливу наркотиків і злочинності в місті.
Брюс подорожує світом, намагаючись забути біль від втрати батьків і знайти відповідь на питання, чи є у світі справедливість. Нарешті, в одній китайській в'язниці до нього приходить людина на ім'я Анрі Дюкард і пропонує Брюсу вступити до таємного ордену «Ліга тіней». Цей орден бореться проти несправедливості та зла. Очолює його Рас аль Гул. Вейн погоджується й долає багато труднощів, щоб дістатися до місця знаходження храму цієї «Ліги». На місці він навчається майстерності в рукопашному бою, джиу-джитсу, ніндзюцу та філософським наукам задля розуміння добра і зла. Проте, Брюс так і не зміг подолати свій страх перед кажанами, а також почувається винним у смерті батьків, бо саме він попросився вийти з театру. Його наставник і вчитель Дюкард говорить Брюсу, що єдине, що зараз допоможе йому — помста. Як приклад, вчитель наводить те, що він сам убив людину, котра позбавила життя його дружину. Вейн стверджує, що йому це вже не допоможе.
Настає час, коли Брюсу належить пройти через останнє випробування, після якого він стане очільником та почесним членом «Ліги тіней». Брюс із честю проходить випробування, але виявляється, що цього не достатньо. Треба, щоб він убив церемоніальним мечем місцевого грабіжника та вбивцю. Брюс відмовляється зі словами, що він нізащо не стане катом. Рас аль Гул розповідає Вейну, що саме «Ліга тіней» знищила Вавилон, Рим, породила середньовічну чуму, підкинувши пацюків на кораблі, і спалювала Лондон, бо, як говорив Рас аль Гул, всі ці міста та держави ставали «прогнилими» від беззаконня. Також вождь «Ліги» говорить, що вони саме збираються знищити Ґотем, погрузлий у несправедливості та злочинах, і Брюс повинен їм у цьому допомогти. Вейн вирішує самотужки очистити рідне місто від зла, не вдаючись до вбивства. Він спалює храм, Рас аль Гул помирає під уламками будівлі. Єдині кому вдається вижити, це Брюс та його вчитель, якого непритомного він витягує з вогню й залишає в одного місцевого чоловіка.
Після цієї пригоди Брюс повертається до Ґотема, де його вважають померлим. За ним прилітає дворецький Альфред Пеніворт, котрого Брюс вважає за свого другого батька, адже він знає Альфреда змалку. Брюс вигадує символ, який би лякав кожного негідника та злочинця. Вейн пригадує свою фобію, яку подолав, тому обирає своїм образом саме кажана, а символом його силует.
Після цього Вейн і Альфред, за допомоги компанії «Вейн Інтерпрайзес», яка була власністю сім'ї Вейнів, а тепер Альфреда та Брюса, замовляють в різних куточках світу частини обладунків. З них вони конструюють костюм людини-кажана чи інакше Бетмена. Також Брюс знаходить винахідника на ім'я Люцис Фокс, який працює в архіві компанії. Фокс віддає Брюсу свій винахід, автомобіль-танк, і багато інших винайдених ним речей, які були спроєктовані для армії, але були відкинуті через брак коштів. Цей автомобіль Брюс Вейн називає Бетмобілем. Але цього було замало, щоб перемогти злочинність. Вейн вирішує домовитися з сержантом Гордоном та Рейчел Доуз, не показуючи свого обличчя, про юридичну підтримку з боку поліції, щоб злочинців, яких він спіймає, вони саджали за ґрати.
У першу ж ніч свого «патрулювання» Бетмен схоплює Кармайна Фальконе, коли він і його люди приймали поставку наркотиків. Поліція, маючи безпосередні докази вини Фальконе, все ж саджає його до божевільні «Аркхем», бо психіатр доктор Крейн за допомогою спеціального газу робить з Фальконе дійсного безумця.
Далі Брюс Вейн/Бетмен та Рейчел дізнаються, що доктор Крейн отруїв каналізацію отрутою, яка викликає в людини галюцинації. Перевірка довела, що отруїтися нею можливо лише через легені. А саме нещодавно у компанії «Вейн Інтерпрайзес» зник мікрохвильовий випромінювач, а корабель, який його перевозив, має сильні ушкодження. В розслідуванні справи з галюциногенами Бетмен розуміє, що це все робота «Ліги тіней». Остаточно це стає зрозумілим, коли в родовий маєток Вейнів приходить Анрі Дюкард, котрий і є насправді Рас аль Гулом. Зі своїми людьми лиходій спалює дім, приваливши Вейна дерев'яною колодою. Наостанок він говорить, що Вейн не дістає сили волі для «істинного» правосуддя, яке вершить він. Брюс ледве не гине, та його рятує Альфред.
Рас аль Гул везе до центру міста на потязі ємності з газом, який спричинить у людей галюцинації, й настала паніка зруйнує Ґотем. Вейн перевдягається в Бетмена і вирушає зупинити «Лігу тіней». Однак, його схоплюють збожеволівші, й супергероєві ледве вдається зачепитися за потяг. Бетмен сходиться у двобої з Рас аль Гулом у вагоні, а Бетмобіль відправляє до Джима Гордона. Той сідає в автомобіль і розстрілює з нього колію на шляху потяга. Бетмен вистрибує з вагона зі словами, що не вбиватиме лиходія, але і рятувати не стане. Рас аль Гул гине під уламками, а Ґотем лишається у безпеці.
Особа Бетмена затьмарює Брюса Вейна, але він спрямовує свої статки на благодійність, а маєток відбудує. Рейчел відмовляється від роману з Брюсом, переконана, що це завадить його місії із захисту міста. Той погоджується, але не покидає надії на своє майбутнє з Рейчел. Наприкінці фільму Гордон, підвищений у званні до лейтенанта, зауважує, що на появу супергероя злочинці дадуть відповідь суперлиходієм. Він просить Бетмена знайти одного вбивцю та грабіжника. Його прикмета — злочинець залишає за собою гральні карти із зображенням Джокера.

## У ролях
- Крістіан Бейл — Брюс Вейн/Бетмен
- Майкл Кейн — дворецький Альфред
- Ліам Нісон — Анрі Дюкард / Ра'с аль Гул
- Ґері Олдмен — Джим Гордон
- Кеті Голмс — Рейчел Доуз
- Кілліан Мерфі — Джонатан Крейн/Опудало
- Морган Фрімен — Люціус Фокс[en]
- Кен Ватанабе — Ра'с аль Гул
- Том Вілкінсон — Кармайн Фальконе
- Рутгер Гауер — голова «Вейн Інтерпрайзес»
- Марк Бун — Арнольд Флесс
- Лайнас Роуч — Томас Вейн[en]

## Нагороди
- Британська Академія Кіно та Телебачення номінувала фільм на «Best Production Design», «Найкращі досягнення в області спеціальних візуальних ефектів» та «Найкращий звук» у 2005 році.
- Фільм було номіновано на нагороду MTV Movie Awards (номінація — Найкращий фільм).[2]

## Цікаві факти
- Крістіан Бейл — перший актор неамериканського походження (за національністю він валлієць), який грає роль Бетмена.